# Willoughby Waterleys
Willoughby Waterleys – wieś w Anglii, w hrabstwie Leicestershire, w dystrykcie Harborough. Leży 13 km na południe od miasta Leicester i 134 km na północny zachód od Londynu.